# Canton d'Heiltz-le-Maurupt
Le canton d-Heiltz-le-Maurupt est un ancien canton français situé dans le département de la Marne et la région Champagne-Ardenne.

## Géographie
Le canton est organisé autour d'Heiltz-le-Maurupt dans l'arrondissement de Vitry-le-François. Pour les élections départementales françaises de 2015, il est inclus dans le nouveau canton de Sermaize-les-Bains, pour lequel son conseiller général Charles de Courson est élu.

## Représentation

### Conseillers généraux de 1833 à 2015
| Période | Période      | Identité                               | Étiquette                | Qualité |
| ------- | ------------ | -------------------------------------- | ------------------------ | --- |
| 1833    | 1861         | Jean Antoine Gillet                    |                          | Président du Tribunal civil de Vitry-le-Français                                                                            |
| 1861    | 1870         | Louis Victor Périnet                   |                          | Propriétaire, ancien avoué, juge honoraire Conseiller municipal de Vitry-le-François                                        |
| 1870    | 1877         | Nicolas François Frappart              | Droite                   | Ancien juge de paix Maire de Vernancourt et d'Alliancelles                                                                  |
| 1877    | 1907         | Marcel Périn                           | Républicain              | Banquier à Vitry-le-François Maire de Blacy puis de Loisy-sur-Marne                                                         |
| 1907    | 1933 (décès) | Ernest Haudos                          | Rad.                     | Avocat, juge de paix Député (1910-1925) Sénateur de la Marne (1925-1933)                                                    |
| 1934    | 1940         | Eugène Bichat                          | Rad.                     | Vétérinaire Maire de Heiltz-le-Maurupt, conseiller d'arrondissement                                                         |
|         |              |                                        |                          | |
| 1945    | 1958         | Eugène Bichat (1875-1960)              | Rad.                     | Maire de Heiltz-le-Maurupt (1912-?)                                                                                         |
| 1958    | 1985 (décès) | Comte Aymard de Courson                | MRP puis CD puis UDF-CDS | Maire de Vanault-les-Dames                                                                                                  |
| 1986    | 2015         | Charles de Courson (fils du précédent) | UDF puis NC puis UDI     | Magistrat à la Cour des Comptes Député depuis 1993 Maire de Vanault-les-Dames (1986-2017) Vice-Président du Conseil Général |

### Conseillers d'arrondissement (de 1833 à 1940)
Le canton de Heiltz le Maurupt avait deux conseillers d'arrondissement
| Période                                  | Période      | Identité                              | Étiquette | Qualité |
| ---------------------------------------- | ------------ | ------------------------------------- | --------- | --- |
| 1833                                     | 1848         | Gustave Briquet                       |           | Juge de paix à Heiltz-le-Maurupt                                                                            |
| 1833                                     | 1848         | Charles Michel Maugin (1790-1857)     |           | Notaire royal, maire de Heiltz-le-Maurupt                                                                   |
| 1848                                     | 1858         | Nicolas François Frappart (1802-1893) |           | Juge de paix à Heiltz-le-Maurupt, maire de Vernancourt et d'Alliancelles                                    |
| 1852                                     |              | M. Martinet                           |           | |
|                                          |              |                                       |           | |
| 1895                                     |              | M. Ducret                             |           | |
| 1895                                     |              | M. Lecomte                            |           | |
|                                          |              |                                       |           | |
| 1919                                     | 1928         | Édouard Leblanc                       | Rad.      | Maire de Bassuet                                                                                            |
| 1919                                     | 1934         | Eugène Bichat                         | Rad.      | Vétérinaire, maire de Heiltz-le-Maurupt                                                                     |
| 1928                                     | 1934 (décès) | M. Lemineur                           | Rad.      | Propriétaire à Charmont                                                                                     |
| 1933                                     | 1934         | Pierre Maulvaux                       | Rad.      | Propriétaire, maire de Possesse                                                                             |
| 1934                                     | 1940         | Émile Lecocq                          | Rad.      | Cultivateur à Alliancelles                                                                                  |
| 1934                                     | 1940         | Gaston-Alfred Champenois              | Rad.      | Propriétaire à Vanault-les-Dames, juge de paix                                                              |
| 1940                                     |              |                                       |           | Les conseils d'arrondissement ont été suspendus par la loi du 12 octobre 1940 et n'ont jamais été réactivés |
| Les données manquantes sont à compléter. |              |                                       |           | |

## Composition
Le canton de Heiltz-le-Maurupt regroupait 22 communes et comptait 3 517 habitants (recensement de 1999 sans doubles comptes).
| Communes                   | Population (2012) | Code postal | Code Insee |
| -------------------------- | ----------------- | ----------- | ---------- |
| Alliancelles               | 132               | 51250       | 51006      |
| Bassu                      | 129               | 51300       | 51039      |
| Bassuet                    | 347               | 51300       | 51040      |
| Bettancourt-la-Longue      | 72                | 51330       | 51057      |
| Bussy-le-Repos             | 106               | 51330       | 51098      |
| Changy                     | 144               | 51300       | 51122      |
| Charmont                   | 231               | 51330       | 51130      |
| Val-de-Vière               | 129               | 51340       | 51218      |
| Heiltz-le-Maurupt          | 383               | 51340       | 51289      |
| Heiltz-l'Évêque            | 285               | 51340       | 51290      |
| Jussecourt-Minecourt       | 194               | 51340       | 51311      |
| Outrepont                  | 84                | 51300       | 51420      |
| Possesse                   | 145               | 51330       | 51442      |
| Saint-Jean-devant-Possesse | 37                | 51330       | 51489      |
| Sogny-en-l'Angle           | 57                | 51340       | 51539      |
| Vanault-le-Châtel          | 155               | 51330       | 51589      |
| Vanault-les-Dames          | 331               | 51340       | 51590      |
| Vavray-le-Grand            | 194               | 51300       | 51601      |
| Vavray-le-Petit            | 58                | 51300       | 51602      |
| Vernancourt                | 78                | 51330       | 51608      |
| Villers-le-Sec             | 97                | 51250       | 51635      |
| Vroil                      | 129               | 51330       | 51658      |

## Démographie
| 1962  | 1968  | 1975  | 1982  | 1990  | 1999  | 2009 |
| ----- | ----- | ----- | ----- | ----- | ----- | ---- |
| 3 811 | 4 286 | 3 879 | 3 793 | 3 641 | 3 517 | -    |